# 布魯諾·布魯爾
布魯諾·布勞爾（Bruno Bräuer，1893年2月4日—1947年5月20日）是二戰期間納粹德國傘兵部隊的一名將軍，曾在克里特島要塞擔任指揮官，隨後指揮第9傘兵師。戰後布勞爾被判犯有戰爭罪，並在德國入侵克里特島週年紀念日與弗里德里希-威廉·穆勒將軍一同被處決。